# FL Studio
FL Studio, også kendt som FruityLoops, er et digitalt lydprogram. Programmet er udviklet af Didier Dambrin for det belgiske firma Image-Line Software, og første version blev udgivet i december 1997. FL Studio har en arbejdsflade centreret omkring en sequencer. Færdiggjorte sange eller klip kan eksporteres til WAV, MP3 eller Ogg Vorbis. FL Studio gemmer projekter i flp-formatet. FL Studio er udviklet i Borland Delphi. På trods af at der ikke er planer om at udvikle en version til Linux eller Mac OS X, indikerede Image-Line fra september 2008, at de støtter brugere der kører FL Studio via Boot Camp på Mac-computere. Image-Line tilbyder livsvarige opdateringer af FL Studio, som gratis kan hentes fra internettet. Ifølge Image-Line gør det teknisk support nemmere og mindsker piratkopiering.
Fl Studio bliver markedsført i forskellige udgaver, som hovedsageligt varierer i mængden af tilgængelige VST'er, effekter og presets. I øjeblikket er Fruity Edition, Producer Edition og Signature Bundle de tilgængelige udgaver der er kompatible med Windows, ud over den gratis demo. Desuden har Image-Line udgivet versioner til iOS og Android.
Programmet har været starten for mange electronica-musikere.[kilde mangler]

## Brugerfladen
FL Studios brugerflade består af fem frit bevægelige vinduer. Fl Studio understøtter brugen af dobbelt og tredobbelt skærmopsætning. Channel-vinduet tillader brugeren at indsætte VSTi'er, lydspor samt samplers og knytte dem til et mixerspor. Channel-vinduet indeholder desuden en step sequencer, hvor man hurtigt kan skabe rytmer. Piano roll-vinduet bruger man til at komponere melodier. Det er opsat som et todimensionelt net, hvor den vertikale akse repræsenterer tonehøjde og den horisontale akse repræsenterer tid. I playlist-vinduet kan man arrangere de mindre musikstykker, man har sammensat i channel-vinduet, til et samlet stykke musik. Mixer-vinduet bliver brugt til at balancere lydniveauer, tilføje forskellige effekter samt optage diverse. Browse-oversigten giver hurtig adgang til alle ens samples, plugins, presets og andre flp-filer.